# Phostria melanophthalma
Phostria melanophthalma là một loài bướm đêm trong họ Crambidae.